# Hassi M'Hadi
Hassi M'Hadi è uno dei cinque comuni del dipartimento di Timbedra, situato nella regione di Hodh-Charghi in Mauritania. Nel censimento della popolazione del 2000 contava 10.688 abitanti.